# William B. Cooper
William Barkley Cooper (* 16. Dezember 1771 in Laurel, Delaware Colony; † 27. April 1849 ebenda) war ein US-amerikanischer Politiker und von 1841 bis 1845 Gouverneur des Bundesstaates Delaware.

## Frühe Jahre und politischer Aufstieg
Über Coopers Schulausbildung ist wenig bekannt. Aufgrund seiner späteren Berufung zum Richter muss er aber Jura studiert haben. Er war in jungen Jahren Mitglied der Miliz seines Staates und brachte es dort bis zum Hauptmann. Zwischen 1797 und 1805 war er Friedensrichter im Sussex County. Dort war er auch einige Jahre als Sheriff tätig. Von 1816 bis 1817 war Cooper Abgeordneter im Repräsentantenhaus von Delaware. Danach war er zwischen 1817 und 1829  Richter an einem Berufungsgericht. Politisch war er ursprünglich Mitglied der Föderalistischen Partei. Nach deren Auflösung schloss er sich der Whig Party an. Im Jahr 1840 wurde er als deren Kandidat zum neuen Gouverneur seines Staates gewählt.

## Gouverneur von Delaware und weiterer Lebenslauf
William Cooper trat seine vierjährige Amtszeit am 19. Januar 1841 an. In dieser Zeit wurde Delaware in den Vierten Bundesgerichtsbezirk eingegliedert. Seine Amtszeit verlief relativ ruhig und ohne besondere Vorkommnisse. Nach Ablauf seiner Amtszeit durfte er wegen einer Verfassungsklausel nicht erneut kandidieren. Daher musste er am 21. Januar 1845 aus dem Amt scheiden. Danach zog sich Cooper aus der Politik zurück. Später war er im Sussex County noch mit der Aufsicht über ein Projekt am Broad Creek betraut. William Cooper starb im April 1849. Er war dreimal verheiratet und hatte einen Sohn. Sein Bruder Thomas (1764–1829) vertrat zwischen 1813 und 1817 den Staat Delaware im US-Repräsentantenhaus.